# Winter Rose
Winter Rose (в переводе с англ. — «зимняя роза») — канадская хард-рок-группа, образованная в Монреале. Группа выпустила лишь одноимённый альбом в 1989 году, вскоре после чего развалилась. В 1997 году альбом был переиздан немецким лейблом InsideOut Music.
Группа появилась в середине 1980-х и называлась Hope. В её состав входили гитарист Ричард Чики и вокалист Себастьян Бах. Потом названием группы стало Sebastian. Группа записала песню «Saved by Love», запись которой Бах послал американской группе Skid Row и те приняли его на роль вокалиста. После ухода Баха, Чики взял на роль вокалиста Кевина Джеймса ЛаБри, позднее сократившего своё имя до Джеймса ЛаБри. Группа сменила своё название Winter Rose и в 1989 году выпустила одноимённый студийный альбом, в который также вошла перезаписанная версия «Saved by Love».
Вскоре после выпуска альбома группа развалилась. ЛаБри был приглашён на место вокалиста в нью-йоркскую прогрессив-метал-группу Dream Theater, в составе которой и получил наибольшую известность. Чики остался в Канаде и стал звукоинженером в студии Metalworks Studios, в которой он успел поработать с большим количеством групп, включая Rush. В 2013 году он был звукоинженером двенадцатого альбома группы Dream Theater.